# Amblyiulus incarnatus
Amblyiulus incarnatus är en mångfotingart som beskrevs av Hans Lohmander. Amblyiulus incarnatus ingår i släktet Amblyiulus och familjen kejsardubbelfotingar. Inga underarter finns listade i Catalogue of Life.